# Население Мавритании

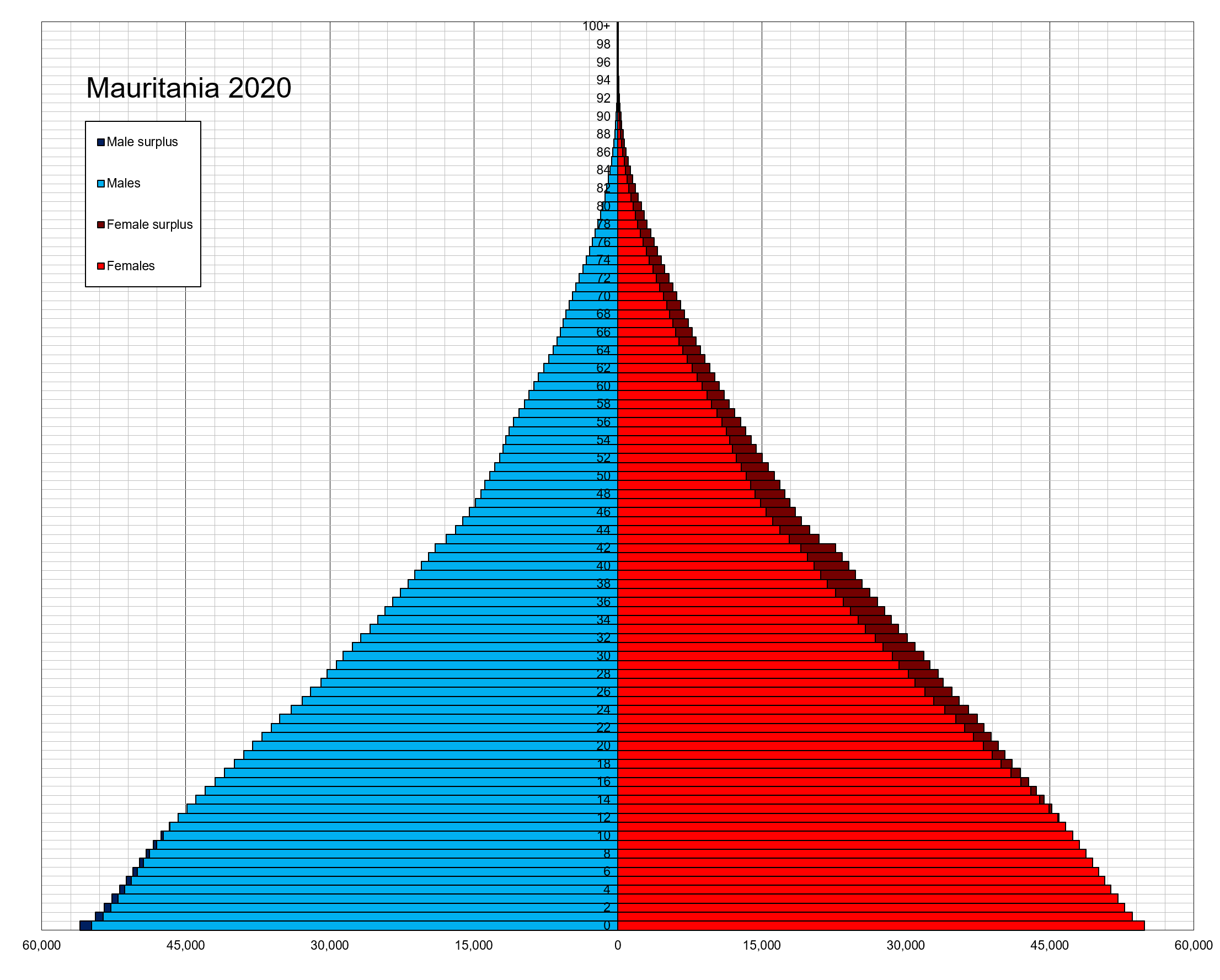
Возрастно-половая пирамида населения Мавритании на 2020 год

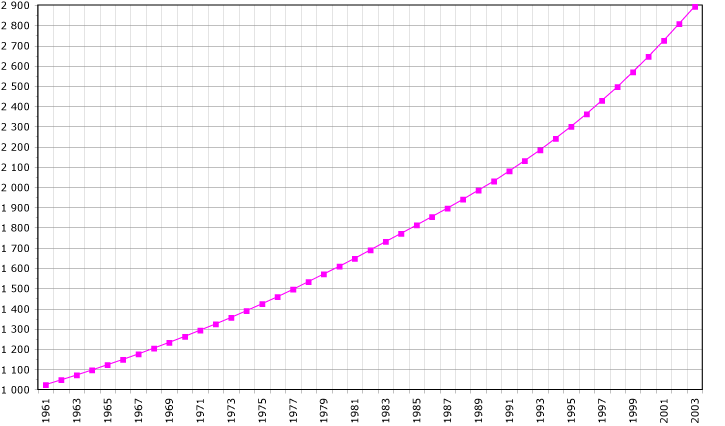
Демография Мавритании по данным ФАО, численность указана в тысячах человек

Население Мавритании (по оценке на июль 2003) составляет около 3,1 млн человек.
По среднему прогнозу, население страны к 2100 году составит — 10,5 млн человек.  Годовой прирост — 2,4 %. Средняя продолжительность жизни — 60 лет.
Заражённость вирусом иммунодефицита — 0,8 % (оценка 2007).
Грамотность — 51 % (по переписи 2000).
Свыше 80 % населения составляют мавры — народ смешанного арабо-берберского происхождения, живущие в северных и центральных районах страны, многие из них — кочевники, которые в эпоху экспансии ислама захватили почти весь Пиренейский полуостров (Португалию полностью и часть Испании); остальные — оседлые негроидные народы: тукулёр, фульбе, пель, волоф и др.
Официальный язык — арабский (хотя население в основном говорит на местном бедуинском диалекте, называемом хассания), широко распространён французский язык. 
Государственная религия — ислам суннитского толка. 
Плотность населения — 2,8 чел./км². Свыше 80 % населения размещено в зоне Сахеля и в долине реки Сенегал на юге страны. 
Городское население — 54 %. Города: Аюн-эль-Атрус, Тишит, Атар, Нуадибу, Нуакшот, Каэди, Росо.